# 尼古拉·卢佩斯库
尼古拉·卢佩斯库（羅馬尼亞語：Nicolae Lupescu，1940年12月17日—2017年9月6日），罗马尼亚男子足球运动员，司职后卫。他曾代表罗马尼亚国家队参加1970年国际足联世界杯，结果队伍止步小组赛阶段。